# 1363년

## 연호
- 원(元) 지정(至正) 23년
- 일본(日本) 남조(南朝) 쇼헤이(正平) 18년
- 일본(日本) 북조(北朝) 조지(貞治) 2년
- 쩐 왕조(陳朝) 다이찌(大治) 6년

## 기년
- 원(元) 혜종(惠宗) 31년
- 쩐 왕조(陳朝) 유종(裕宗) 23년
- 고려(高麗) 공민왕(恭愍王) 12년

## 사건
- 문익점이 원에서 목화씨를 가져오다.
- 공민왕이 개경으로 돌아와 흥왕사에 머무름.
- 윤 3월 1일 - 김용의 반란, 공민왕을 죽이고 덕흥군을 추대하려했으나 최영에 의해 진압됨.[1][2][3]

## 탄생
- 조선 세종시대의 재상 황희

## 사망
- 고려 후기 문신 김용